# Campeonato Europeo de Patinaje Artístico sobre Hielo de 1988
El LXXIX Campeonato Europeo de Patinaje Artístico sobre Hielo se realizó en Praga (Checoslovaquia) del 12 al 17 de enero de 1988. Fue organizado por la Unión Internacional de Patinaje sobre Hielo (ISU) y la Federación Checoslovaca de Patinaje sobre Hielo.

## Resultados

### Masculino
| Puesto | Nombre            | País            | Puntos |
| ------ | ----------------- | --------------- | ------ |
| Oro    | Aleksandr Fadéyev | Unión Soviética |        |
| Plata  | Vladimir Kotin    | Unión Soviética |        |
| Bronce | Víktor Petrenko   | Unión Soviética |        |

### Femenino
| Puesto | Nombre           | País                          | Puntos |
| ------ | ---------------- | ----------------------------- | ------ |
| Oro    | Katarina Witt    | República Democrática Alemana |        |
| Plata  | Kira Ivanova     | Unión Soviética               |        |
| Bronce | Anna Kondrashova | Unión Soviética               |        |

### Parejas
| Puesto | Nombre                                 | País                          | Puntos |
| ------ | -------------------------------------- | ----------------------------- | ------ |
| Oro    | Yekaterina Gordéyeva / Serguéi Grinkov | Unión Soviética               |        |
| Plata  | Larisa Selezniova / Oleg Makarov       | Unión Soviética               |        |
| Bronce | Peggy Schwarz / Alexander König        | República Democrática Alemana |        |

### Danza en hielo
| Puesto | Nombre                              | País            | Puntos |
| ------ | ----------------------------------- | --------------- | ------ |
| Oro    | Natalia Bestemianova / Andréi Bukin | Unión Soviética |        |
| Plata  | Natalia Annenko / Genrikh Sretenski | Unión Soviética |        |
| Bronce | Isabelle Duchesnay / Paul Duchesnay | Francia         |        |

## Medallero
| Núm. | País                          | Oro | Plata | Bronce | Total |
| ---- | ----------------------------- | --- | ----- | ------ | ----- |
| 1    | Unión Soviética               | 3   | 4     | 2      | 9     |
| 2    | República Democrática Alemana | 1   | 0     | 1      | 2     |
| 3    | Francia                       | 0   | 0     | 1      | 1     |
|      | TOTAL                         | 4   | 4     | 4      | 12    |